# Cenomanosok
Cenomanosok, az Aulercusok főtörzséhez tartozó gall nép, városaik: Brixia, Bedriacum, Mantua, Verona. Gall szomszédaikkal állandó harcban álltak, ezért lettek később a rómaiak alattvalói. Livius és Sztrabón tudósít róluk.